# Жуковський Валентин Олексійович
Валенти́н Олексі́йович Жуко́вський (24 квітня (6 травня за новим стилем) 1858, Вороніж — 4 січня (17 січня за новим стилем) 1918, Петроград) — російський сходознавець-іраніст. Член-кореспондент Петербурзької академії наук (1899). Професор Петербурзького університету (1889). Автор досліджень у галузі перської мови та літератури, фольклору, етнографії та історії Ірану.